# Скафаті
Скафаті (італ. Scafati) — місто та муніципалітет в Італії, у регіоні Кампанія, провінція Салерно.
Скафаті розташоване на відстані близько 220 км на південний схід від Рима, 27 км на південний схід від Неаполя, 21 км на захід від Салерно.
Населення — 50 942 особи (2014).
Щорічний фестиваль відбувається четвертої неділі липня. Покровителі — Santa Maria delle Vergini, San Pietro, San Vincenzo.

## Демографія
Населення за роками:

Станом на 1 січня 2023 року в муніципалітеті офіційно проживав 2181 іноземець з 57 країн, серед них 397 громадян країн Євросоюзу та 456 громадян України.

## Клімат
| SCAFATI          | Місяці | Місяці | Місяці | Місяці | Місяці | Місяці | Місяці | Місяці | Місяці | Місяці | Місяці | Місяці | Пора | Пора | Пора | Пора | Рік  |
| SCAFATI          | Січ    | Лют    | Бер    | Кві    | Тра    | Чер    | Лип    | Сер    | Вер    | Жов    | Лис    | Гру    | Зим  | Вес  | Літ  | Осі  | Рік  |
| ---------------- | ------ | ------ | ------ | ------ | ------ | ------ | ------ | ------ | ------ | ------ | ------ | ------ | ---- | ---- | ---- | ---- | ---- |
| Темп. макс. (°C) | 13.1   | 13.6   | 16.1   | 19.4   | 23.2   | 27.3   | 29.8   | 29.8   | 26.8   | 22.8   | 18.1   | 14.8   | 13.8 | 19.6 | 29   | 22.6 | 21.2 |
| Темп. мін. (°C)  | 5.4    | 5.6    | 7.5    | 9.8    | 13.0   | 16.8   | 18.6   | 18.6   | 16.7   | 13.5   | 9.9    | 7.2    | 6.1  | 10.1 | 18   | 13.4 | 11.9 |

## Сусідні муніципалітети
- Ангрі
- Боскореале
- Поджомарино
- Помпеї
- Сан-Марцано-суль-Сарно
- Сан-Валентіно-Торіо
- Сант'Антоніо-Абате
- Санта-Марія-ла-Карита